# Open Roads
Open Roads est un jeu vidéo d'aventure développé par Fullbright et édité par Annapurna Interactive,, sorti le 28 mars 2024 sur PlayStation 4, PlayStation 5, Xbox Series et PC.

## Système de jeu
Open Roads est un jeu d'aventure en vue à la première personne. Il met en scène la relation entre une fille et sa mère, dont leur situation familiale complexe, les amène à effectuer un road trip afin de découvrir la vérité sur des secret familiaux.
Le jeu utilise un système de dialogue interactif qui fait avancer le récit, exposant les défauts des personnages, les secrets et les vérités enfouies.

## Développement
Open Roads est l'oeuvre de Fullbright, un studio de développement américain spécialisé dans le jeu d'aventure. Auparavant, l'entreprise a publié deux autres jeux : Gone Home (2013) et Tacoma (2017).
Le jeu est initialement annoncé aux Games Awards le 10 décembre 2020.
Il met en vedette les actrices Keri Russell et Kaitlyn Dever dans les principaux rôles.

### Traduction
- (en) Cet article est partiellement ou en totalité issu de l’article de Wikipédia en anglais intitulé « Open Roads » (voir la liste des auteurs).